# Edward M. Beers

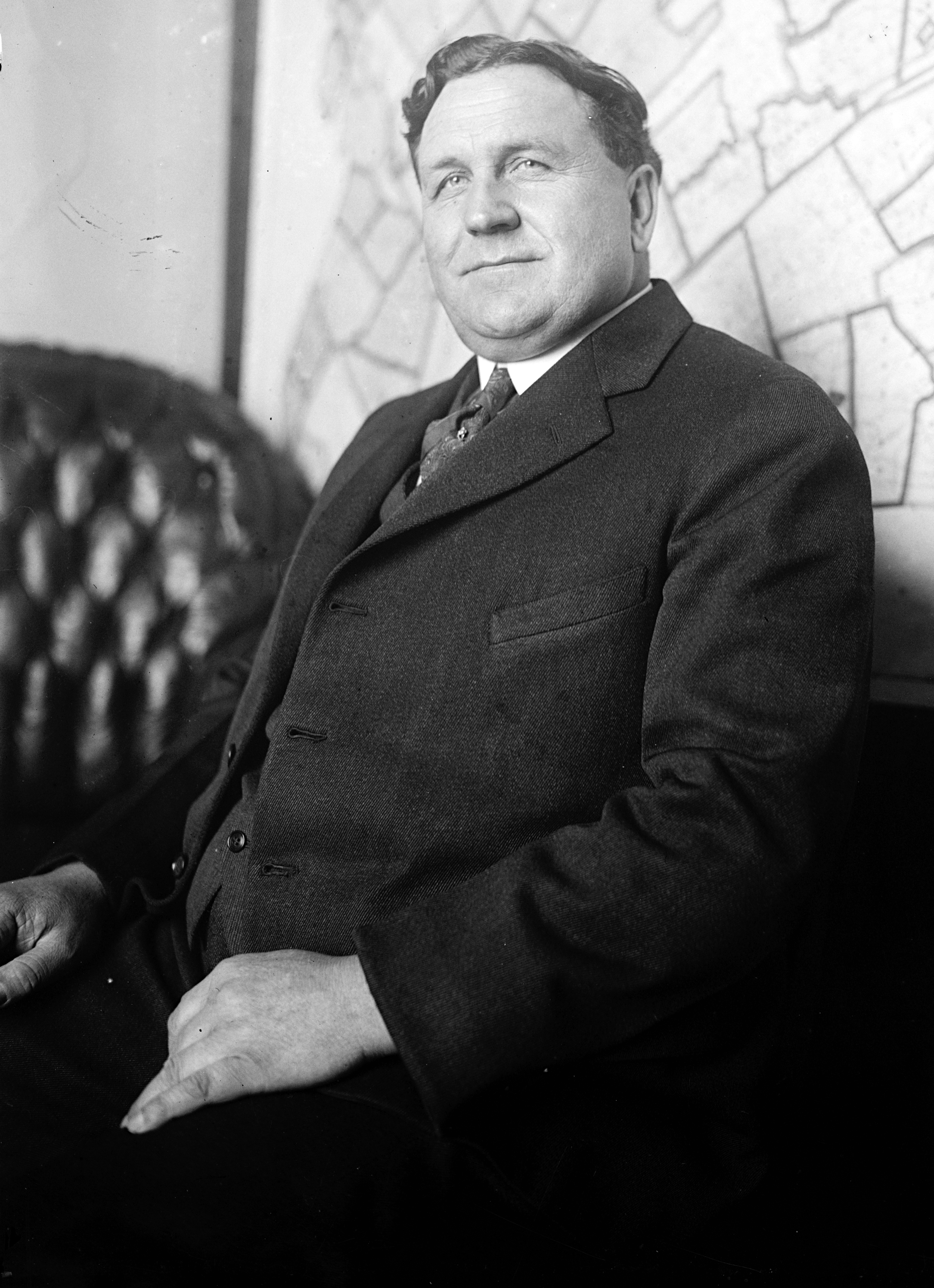
Edward M. Beers (1923)

Edward McMath Beers (* 27. Mai 1877 in Nossville, Huntingdon County, Pennsylvania; † 21. April 1932 in Washington, D.C.) war ein US-amerikanischer Politiker. Zwischen 1923 und 1932 vertrat er den Bundesstaat Pennsylvania im US-Repräsentantenhaus.

## Werdegang
Edward Beers besuchte die öffentlichen Schulen seiner Heimat. Im Jahr 1889 zog er mit seinen Eltern nach Mount Union. Nach dem Tod seines Vaters im Jahr 1895 wurde er dessen Nachfolger in der Hotelbranche. Außerdem arbeitete er in der Landwirtschaft. Gleichzeitig schlug er als Mitglied der Republikanischen Partei eine politische Laufbahn ein. Im Jahr 1898 nahm er als Delegierter am regionalen Parteitag der Republikaner für Pennsylvania teil. Zwischen 1910 und 1914 war Beers Bürgermeister von Mount Union. Überdies war er Vorstandsmitglied der First National Bank of Mount Union sowie bei der Firma Grange Trust Co. of Huntingdon. Zwischen 1914 und 1923 fungierte er als beisitzender Richter im Huntingdon County.
Bei den Kongresswahlen des Jahres 1922 wurde Beers im 18. Wahlbezirk von Pennsylvania in das US-Repräsentantenhaus in Washington gewählt, wo er am 4. März 1923 die Nachfolge von Aaron Shenk Kreider antrat. Nach vier Wiederwahlen konnte er bis zu seinem Tod am 21. April 1932 im Kongress verbleiben. Seit 1929 war auch die Arbeit des Kongresses von den Ereignissen der Weltwirtschaftskrise bestimmt.